# Slender Man (film)
Pour plus de détails, voir Fiche technique et Distribution.
Slender Man est un film d'horreur américain réalisé par Sylvain White, sorti en 2018. Il s'agit du premier long métrage à mettre en scène le personnage du Slender Man.
Le film se déroule dans une petite ville du Massachusetts, où quatre adolescentes exécutent un rituel visant à démystifier l'existence du Slender Man. Mais sa disparition vient dramatiquement changer la donne.

## Synopsis
Dans une petite ville de Winsford, le lycée du Massachusetts, quatre meilleures amies - Wren (Joey King), Hallie (Julia Goldani Telles), Chloe (Jaz Sinclair) et Katie (Annalise Basso) - s'approchent d'un groupe de gars pour leur demander ce qu'ils font ce soir-là, mais ils disent aux filles que c'est top secret. Wren récupère Hallie ce soir-là pour aller chez Katie, avec Chloé. Elles traînent dans sa cave pendant que son père (Kevin Chapman) est évanoui, ivre. Les filles discutent ensuite du fait que les gars tentent d'invoquer le Slender Man (Javier Botet), un monstre connu sur Internet qui enlève les enfants. Elles trouvent une vidéo en ligne pour voir comment on peut l'invoquer. Les filles ferment les yeux en attendant d'entendre le son des cloches.
Une semaine plus tard, les filles font une excursion avec leur classe dans un cimetière lorsque Katie est soudainement effrayée par quelque chose dans les arbres. Au bout d'un moment, elle disparaît sans laisser de trace, et toute sa classe est laissée là pendant des heures jusqu'à ce que la police se présente pour commencer à la rechercher elle-même. Hallie est dans sa chambre avec sa sœur Lizzie (Taylor Richardson) lorsqu'elles entendent un bruit sourd venant d'en bas. Elles ont peur, et Hallie va voir ce qu'il en est. C'est le père de Katie, ivre, qui demande si Katie est avec Hallie. Il s'énerve, accusant Hallie d'avoir fait entrer Katie dans une affaire occulte, et il essaie d'attaquer Hallie. La police arrive, et le père de Katie est arrêté, alors que les parents d'Hallie sont dehors et que son père lui crie dessus.
Hallie se rend avec Wren et Chloe chez Katie pour enquêter. Wren distrait le père de Katie pendant que les deux autres se faufilent par derrière. Elles vont dans la chambre de Katie et prennent son ordinateur portable. Après leur départ, elles regardent dans l'ordinateur portable et trouvent des vidéos d'autres personnes qui ont rencontré Slender Man. Les filles lisent les messages de Katie et voient qu'elle parlait à quelqu'un avec le pseudonyme "AleeyCat93". Katie lui avait envoyé des messages sur la façon de traiter avec Slender Man. Hallie parle alors à nouveau à AleeyCat93 pour lui demander ce qu'elles peuvent faire pour récupérer Katie, et elle lui répond qu'elles doivent renoncer à quelque chose qui leur est cher.
Les filles vont dans les bois pour donner des objets personnels à Slender Man. Wren a fait des recherches sur Slender Man, et elle dit aux deux autres de se bander les yeux et de ne pas les enlever même si elles entendent quelque chose. Chloé enlève le sien et s'enfuit en criant quand elle pense avoir entendu Slender Man. Elle s'enfuit jusqu'à ce qu'elle entre réellement en contact avec lui. Quand Hallie et Wren la trouvent, Chloé semble trop calme et prétend qu'elle vient de perdre une chaussure. Bientôt, Chloé ne vient plus en classe. À la maison, elle voit sur son téléphone une vidéo du point de vue de quelqu'un qui traverse sa maison. L'homme mince apparaît dans sa chambre et commence à l'étrangler, mais lorsqu'elle se regarde dans le miroir, ses propres mains sont sur sa gorge. Wren et Hallie se rendent plus tard chez Chloé, et ses yeux semblent enfoncés. Elle est devenue folle à cause de Slender Man.
Wren se rend à la bibliothèque pour essayer de trouver plus d'informations sur Slender Man. Les lumières s'éteignent et elle est seule. Elle allume la lampe torche de son téléphone et voit Slender Man tapi dans l'ombre. Il s'approche d'elle et la touche, faisant disparaître le visage de Wren. Elle court jusqu'à ce qu'elle tombe sur un des employés de la bibliothèque, et elle semble à nouveau normale. Hallie est approchée par son amoureux Tom (Alex Fitzalan) pour voir si elle veut traîner avec lui. Pendant qu'il lui parle, Hallie pense qu'elle voit Slender Man dans les buissons. Wren et Hallie se disputent parce qu'Hallie traîne avec Tom et évite leur problème d'homme mince. Hallie se rend chez Tom ce soir-là où ils essaient de se voir, mais Hallie est effrayée par des visions cauchemardesques de Slender Man. Chez Hallie, Lizzie est victime d'une grave crise de panique et est hospitalisée. Elle crie à Hallie "Il n'a pas de visage !", ce qui signifie qu'elle a aussi vu Slender Man. Hallie regarde dans l'ordinateur portable de Lizzie et voit que Wren l'a emmenée dans les bois pour entrer en contact avec Slender Man.
Hallie se rend chez Wren pour l'affronter. La porte est ouverte, elle monte dans la chambre de Wren et trouve un tas d'informations qu'elle a recueillies sur les victimes de Slender Man. L'une d'entre elles, qui a été rendue folle, s'appelle Allison Riley - AleeyCat93. Hallie trouve Wren sur le point de sauter par la fenêtre, mais Hallie la ramène à l'intérieur. Wren se sent coupable de ce qui est arrivé à Lizzie, mais elle dit à Hallie que Lizzie est venue la voir avec un intérêt pour Slender Man. Wren dit à Hallie qu'il ne veut pas de leurs affaires, mais qu'il les veut. Slender Man tire alors Wren par sa fenêtre avec ses tentacules. Hallie court dans les bois pour faire face à Slender Man elle-même. Quand elle voit la créature, elle lui dit de la prendre pour que Lizzie aille bien. Slender Man essaie de l'attraper, mais elle s'enfuit. Il utilise ses tentacules pour se déplacer comme une araignée avant d'attraper Hallie et de la tirer vers lui. Il commence à se transformer en arbre, et Hallie est soudée à l'arbre jusqu'à ce qu'il ne reste plus rien d'elle.
Lizzie se réveille à l'hôpital en criant pour Hallie. Elle doit réfléchir à la façon dont elle va se comporter.elle parle de comment le slender man a fait pour tuer sa sœur et les amis de sa sœur

## Fiche technique
Sauf indication contraire, les informations mentionnées dans cette section peuvent être confirmées par la base de données cinématographiques IMDb,  présente dans la section « Liens externes ».
- Titre original et francophone : Slender Man
- Réalisation : Sylvain White
- Scénario : David Birke, d'après le personnage du Slender Man créé par Victor Surge
- Musique : Brandon Campbell et Ramin Djawadi
- Direction artistique : Jeremy Woodward
- Costumes : Deborah Newhall
- Photographie : Luca Del Puppo
- Montage : Jake York
- Production : Brad Fischer, William Sherak, Robyn Meisinger, Sarah Snow et James Vanderbilt
- Sociétés de production : Mythology Entertainment, Madhouse Entertainment et It Is No Dream Entertainment
- Sociétés de distribution : Screen Gems et Sony Pictures Releasing
- Budget : 10 millions de dollars[1]
- Pays de production :  États-Unis
- Langue originale : anglais
- Format : couleur — 2,35:1
- Genre : horreur, mystère, thriller
- Durée : 93 minutes
- Dates de sortie[2] :
  - États-Unis : 10 août 2018
  - France : 16 mai 2018
- Classification :
  -  États-Unis : PG-13 (accord parental nécessaire)
  -  Canada : CA-13+ (interdit aux moins de 13 ans)
  -  France : Interdit aux moins de 12 ans

## Distribution
- Joey King (VF : Camille Timmerman ; VQ : Ludivine Reding) : Wren
- Julia Goldani Telles (VQ : Geneviève Bédard) : Hallie
- Taylor Richardson (VF : Emmylou Homs ; VQ : Alexandra Sicard) : Lizzie
- Annalise Basso (VF : Noémie Orphelin ; VQ : Marie-Ève Sansfaçon) : Katie
- Jaz Sinclair (VF : Diane Kristanek ; VQ : Dominique Laniel) : Chloé
- Talitha Bateman : Zoey
- Alex Fitzalan (VF : Clément Moreau ; VQ : Louis Lacombe-Petrowski) : Tom
- Kevin Chapman (VQ : Alexandre Goyette) : M. Jensen
- Jessica Blank (VQ : Marika Lhoumeau) : La mère de Hallie et Lizzie
- Michael Reilly Burke (VQ : Gilbert Lachance) : Le père de Hallie et Lizzie
- Miguel Nascimento : Kyle
- Danny Beaton (VF : Cédric Lemaire) : « Burley Kid »
- Javier Botet : Slender Man

## Production

### Genèse et développement
En mai 2016, il a été annoncé que Sony Pictures a commencé a développer un film basé sur le mythe de la célèbre créature Slender Man. Le 4 janvier 2017, Sylvain White est choisi pour réaliser le film.

### Attribution des rôles
Le 22 mai 2017, le casting est révélé et se compose de Joey King, Julia Goldani Telles, Annalise Basso, Jaz Sinclair, Talitha Bateman et Alex Fitzalan. En juillet, Kevin Chapman rejoint le casting.

### Tournage
Le tournage commence le 19 juin 2017, et se déroule à Boston.

## Accueil

### Sortie
La sortie du film est prévue, le 18 mai 2018, aux États-Unis. En janvier 2018, il repousse au 24 août 2018. En juillet, la page Facebook officielle du film annonce que ce dernier sortira finalement le 10 août 2018.

### Critiques
Aux États-Unis, le film a reçu des critiques très négatives. Sur le site agrégateur de critiques Rotten Tomatoes, il obtient un score de 7 %, avec une moyenne de 3.2⁄10 sur la base de 5 critiques positives et 63 négatives. Sur Metacritic, il obtient un score de 30⁄100 sur la base de 15 critiques. Sur Internet Movie Database, il obtient un score de 3.2⁄10 sur la base de 13 891 votes.

### Box-office
Lors de son premier week-end en Amérique du Nord, le film rapporte seulement 11 millions de dollars de recettes et enregistre donc un très mauvais démarrage à la suite des mauvaises critiques. Malgré son mauvais démarrage, le film réussi quand même à se hisser à la quatrième place du box-office nord-américain. Au 9 décembre 2018, le film cumule 30 millions de dollars en Amérique du Nord et 51 millions de dollars de recettes mondiales.
| Pays ou région    | Box-office   | Date d'arrêt du box-office | Nombre de semaines |
| ----------------- | ------------ | -------------------------- | ------------------ |
| États-Unis Canada | 30 569 484 $ | 1er novembre 2018          | 12                 |
| Monde hors USA    | 21 169 065 $ | 9 décembre 2018            | 18                 |
| Total mondial     | 51 738 549 $ | 9 décembre 2018            | 18                 |